# Linderhof (Kressbronn)
Linderhof ist ein Ortsteil der baden-württembergischen Gemeinde Kressbronn am Bodensee im Bodenseekreis in Deutschland.

## Geographie

### Lage
Der Ortsteil Linderhof liegt rund anderthalb Kilometer nordwestlich der Kressbronner Ortsmitte, nördlich und südlich der in den 1990er Jahren neugebauten Bundesstraße 31, östlich der Landesstraße 334 und der B 467, zwischen den anderen Ortsteilen Betznau im Norden, Kalkähren im Osten und Kochermühle im Westen, auf einer mittleren Höhe von etwa 420 m ü. NHN.
Zu Linderhof gehören die Flurstücke Haslachesch und Kapellenesch.

## Verkehr
Die in Nord-Süd-Richtung verlaufende Kreisstraße 7776 verbindet Linderhof mit Kressbronn sowie über Betznau und Gießenbrücke mit dem Argental und der Stadt Tettnang.
Linderhof ist durch die Linien 224 (Tettnang-Mariabrunn-Langenargen-Kressbronn-Tettnang) und 225 (Tettnang-Kressbronn-Langenargen-Tettnang) des Bodensee-Oberschwaben Verkehrsverbunds (bodo) in das öffentliche Nahverkehrsnetz eingebunden.

## Sehenswürdigkeiten

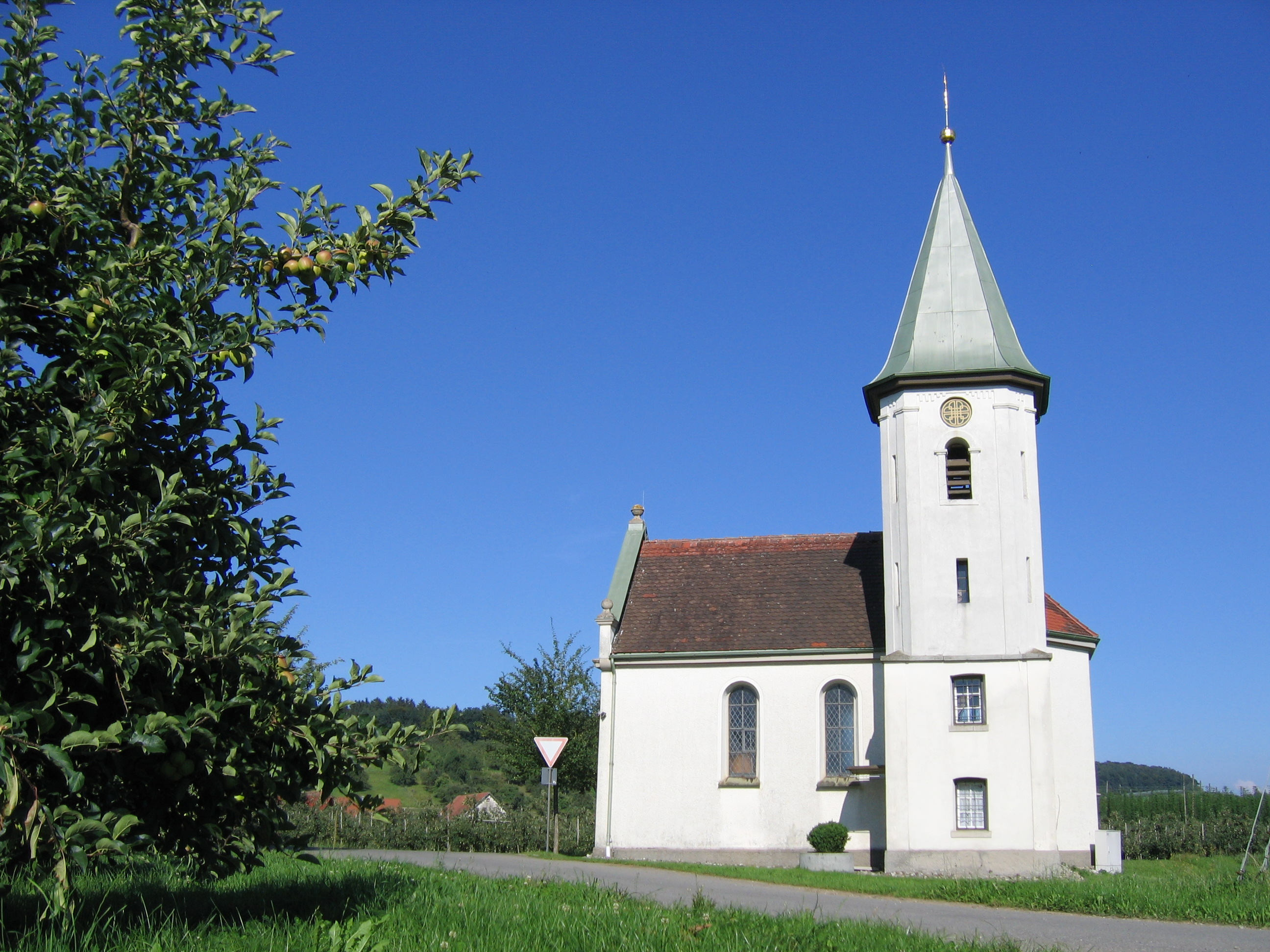
Kapelle zum Hl. Sebastian

In Linderhof sind durch das Landesdenkmalamt Baden-Württemberg der Wohnteil eines Bauernhauses (heute Linderhof Nr. 1) und die Sebastianskapelle als Kulturdenkmale ausgezeichnet.

### Sebastianskapelle
Direkt an der alten Landstraße von Lindau nach Tettnang steht die im Jahr 1600 vom Grafen Johann III. von Montfort gestiftete Sebastianskapelle. Die über dem Eingangsportal angebrachte Jahreszahl 1696 weist auf den Zeitpunkt einer Renovierung bzw. Erweiterung (Turmanbau) hin.
Die Innenausstattung des einschiffigen Rechteckbaus mit einem eingezogenen, dreiseitig geschlossenen Chor fällt eher schlicht aus. Vielleicht deshalb, weil die Kapelle immer wieder von Kunsträubern heimgesucht wurde. Ein Blickfang sind das Deckengemälde mit der heiligen Familie (H. Siebenrock, 1906) und das Glasfensterbild in der Chormitte.
Oben im Turm läuten zweierlei Glocken: Die Wetterglocke ist der Heiligen Dreifaltigkeit, die andere – sie wurde 1617 gegossen – den beiden Heiligen Sebastian (= der Erhabene) und Philippus geweiht.
Großen Zulauf hat die heilige Messe naturgemäß am Sebastianstag (20. Januar).
- Siehe auch → Liste der Kulturdenkmale in Kressbronn am Bodensee